# نیکیتا (کریمه)
نیکیتا (به لاتین: Nikita) یک منطقهٔ مسکونی در روسیه است که در شهرداری یالتا واقع شده‌است. نیکیتا ۲٬۲۵۷ نفر جمعیت دارد و ۲۵۰ متر بالاتر از سطح دریا واقع شده‌است.